# لا تكن شريرا
لا تكن شريرا هو شعار لشركة جوجل، وأول من اقترحه هو موظف في الشركة يدعى بول باشيت في اجتماع للشركة حول موضوع القيم الواجب اتباعها فيها. والاجتماع انعقد في مطلع عام 2000. ويذكر مصدر آخر أن الشعار اقترحه المهندس في جوجل، أميت باتيل، في 1999.

## طالع أيضًا
- قوقل الطبي
- قوقل